# Wieża widokowa na Rohuľi
Wieża widokowa na Rohuľi – drewniana wieża widokowa wzniesiona na szczycie góry Rohuľa (595,4 m n.p.m.), na Pogórzu Ondawskim na północ od Svidníka.
Z wieży roztacza się rozległy widok obejmujący Pogórze Ondawskie, Pogórze Laboreckie, Beskid Niski, Bieszczady Słowackie, Góry Tokajsko-Slańskie i Wyhorlat.

## Galeria

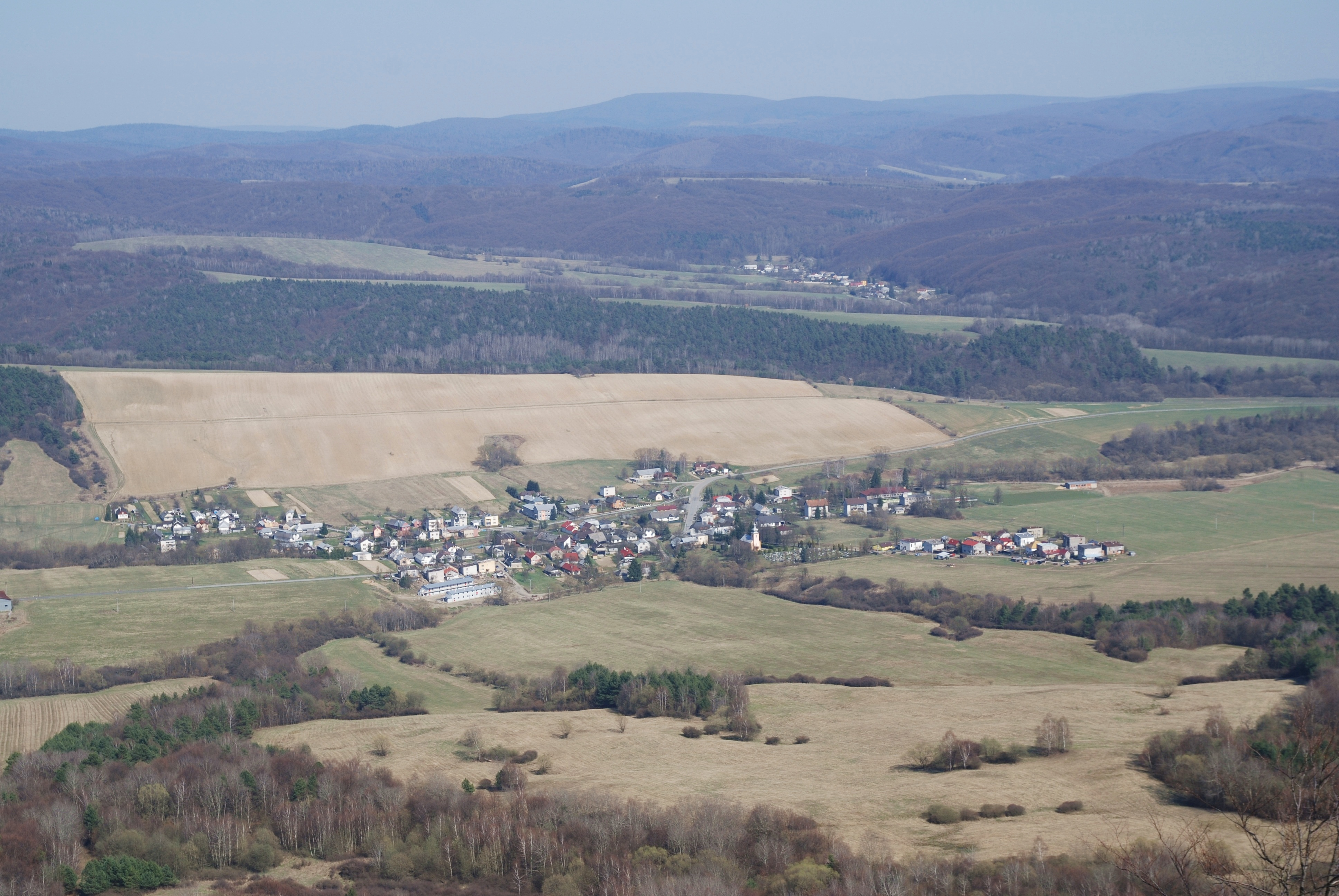
Widok z wieży na wsch. na wieś Kružlová
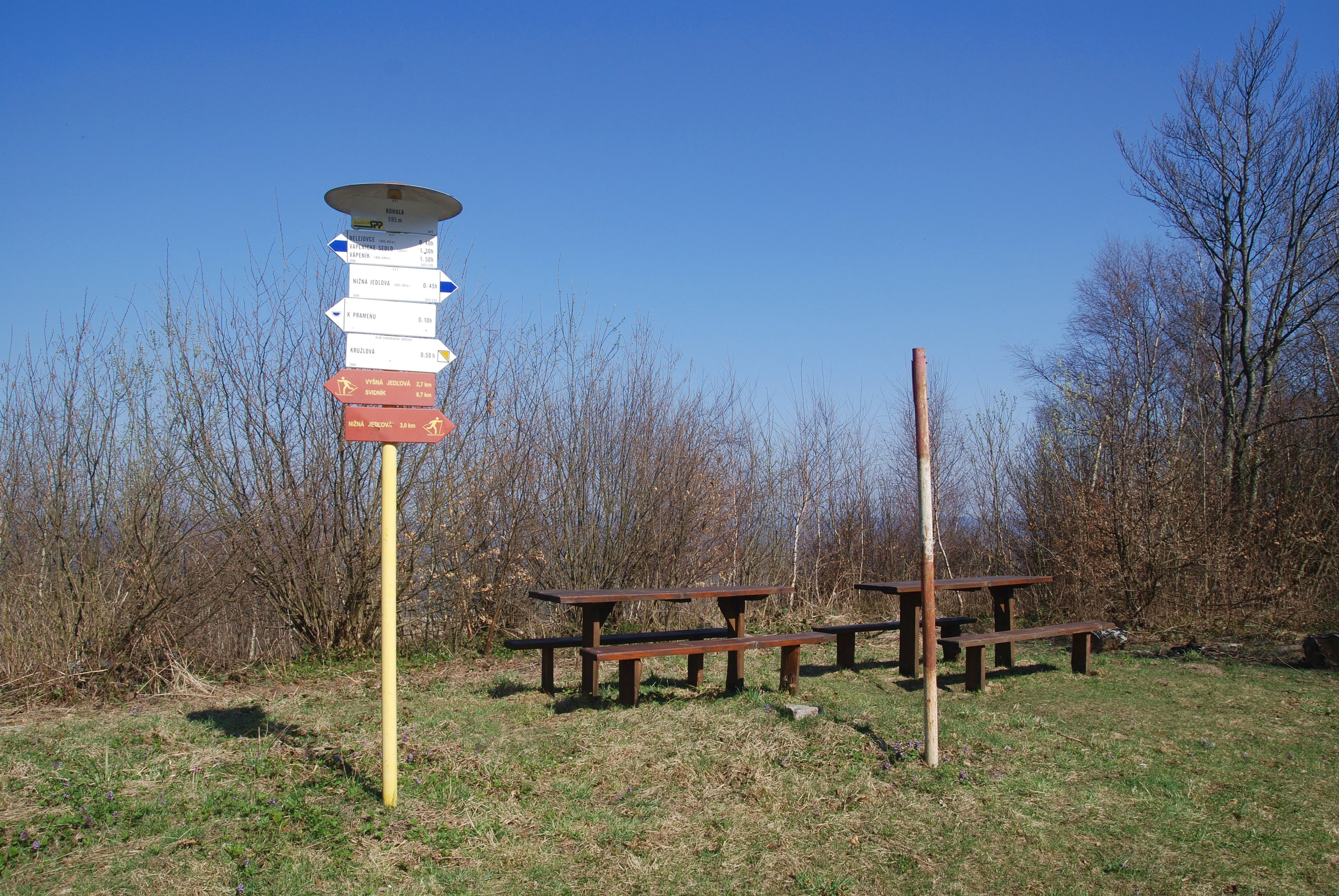
Na szczycie
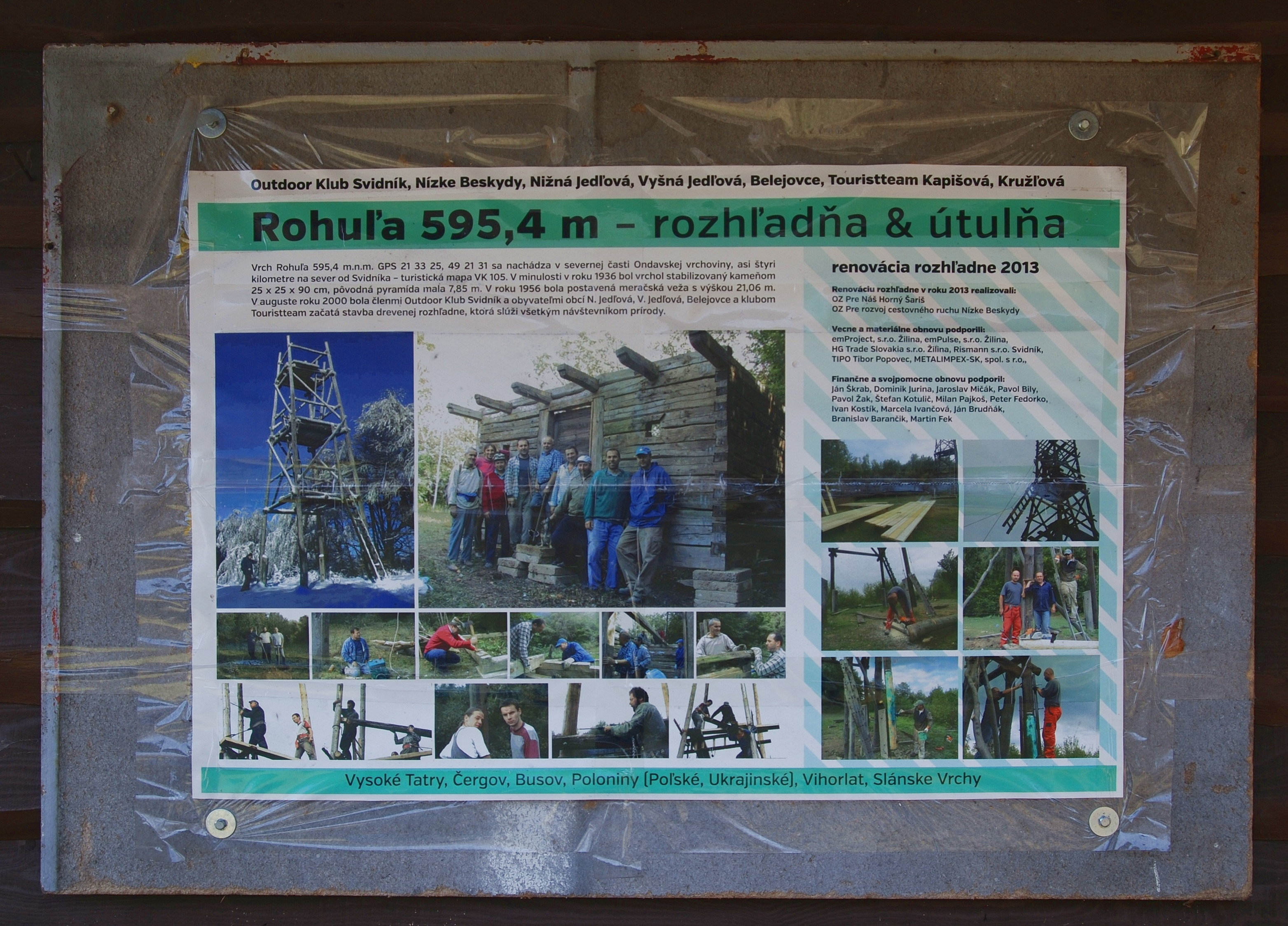
Tablica informacyjna